# Antisti Sosià
Antisti Sosià (llatí: Antistius Sosianus) era un magistrat romà del segle i.
Va ser tribú de la plebs l'any 56 i pretor el 62. En aquest darrer any va ser desterrat a Sardenya per haver escrit versos crítics contra Neró, però fou cridat altre cop a Roma el 66, després de llençar acusacions contra Anteu i Ostori Escàpula. A Sardenya havia conegut l'astròleg Pammenes, al qual li va robar diversos horòscops sobre personatges importants de Roma. Basant-se en aquests documents, va escriure a Neró per denunciar alguns personatges i l'emperador el va fer retornar, perdonant-lo. Neró va fer matar Escàpula i Anteu es va suïcidar.
Va ser desterrat altre cop a la caiguda de Neró, acusat de ser un dels informadors del tirà.